# Gene Saks
Jean Michael "Gene" Saks, född 8 november 1921 i New York, död 28 mars 2015, var en amerikansk skådespelare, film- och teaterregissör.

## Utmärkelser
Saks har bland annat vunnit tre Tony Awards som regissör.

## Filmroller i urval
- 1975 – Snacka om trubbel
- 1977 – Jag är bäst
- 1983 – Kär och galen
- 1994 – I.Q.
- 1994 – Nobody's Fool
- 1997 – Harry bit för bit

## Filmregi i urval
- 1967 – Barfota i parken
- 1968 – Omaka par
- 1969 – Kaktusblomman
- 1972 – Last of the Red Hot Lovers
- 1974 – Mame
- 1986 – Brighton Beach Memoirs
- 1995 – Bye Bye Birdie